# Amnon Dankner
Amnon Dankner (en Hébreu : אמנון דנקנר), né le 5 février 1946 à Jérusalem et mort le 5 avril 2013 à Ramat Hasharon, est un journaliste et écrivain israélien, ancien rédacteur en chef du journal Maariv, entre 2002 et 2007.

## Biographie
Né au sein d'une famille religieuse, il sert d'abord dans la brigade Nahal. Il suit ensuite des études de droit à l'Université hébraïque de Jérusalem avant de devenir le porte-parole du Ministère de l’Éducation nationale sous Yigal Allon, puis pour l’Agence juive, démontrant, tout au long de sa carrière, un engagement politique marqué à gauche.
Il se tourne vers le journalisme et devient une personnalité du monde de l'information, travaillant pour de nombreux quotidiens israéliens, comme Haaretz, Davar, Hadashot et Maariv, dont il est le rédacteur en chef de 2002 à 2007.
Après son départ de Maariv, il devient éditorialiste pour l'hebdomadaire Sof Hashavoua.
Il est aussi l'auteur d'une dizaine d'ouvrages.
Il décède le 5 avril 2013 d'une crise cardiaque à son domicile de Ramat Hasharon, âgé de 67 ans. Marié, il était père de deux enfants.

## Ouvrages (liste non exhaustive)
- Don't Shoot the President
- Berman, Why Do You Do That to Me
- The Summer of Rina Oster
- Sherman's Winter
- The Boneless
- Aunt Eva, His Nights and Days